# Full Gear (2021)
Full Gear (2021) est un Pay-per-view de catch (lutte professionnelle) produit par la promotion américaine All Elite Wrestling. L'événement a eu lieu le 13 novembre 2021 au Target Center à Minneapolis (Minnesota). Il s'agit de la 3e édition de Full Gear.

## Contexte
Les spectacles de la All Elite Wrestling (AEW) sont constitués de matchs aux résultats prédéterminés par les scénaristes de la compagnie. Ces rencontres sont justifiées par des storylines – une rivalité entre catcheurs, la plupart du temps – ou par des qualifications survenues dans les shows de la AEW. Tous les catcheurs possèdent un gimmick, c'est-à-dire qu'ils incarnent un personnage gentil (Face) ou méchant (Heel), qui évolue au fil des rencontres. Un événement comme Full Gear est donc un événement tournant pour les différentes storylines en cours.

## Tableau des matchs
| Ordre par numéros | Résultat | Stipulation(s)                                                                                 | Temps |
| --- | --- | ---------------------------------------------------------------------------------------------- | ----- |
| 1P | Hikaru Shida et Thunder Rosa battent Jamie Hayter et Nyla Rose (avec Vickie Guerrero) | Tag Team match                                                                                 | 12:30 |
| 2 | MJF bat Darby Allin | Match simple                                                                                   | 22:05 |
| 3 | The Lucha Brothers (Penta El Zero M et Rey Fénix) (c) (avec Alex Abrahantes) battent FTR (Cash Wheeler et Dax Harwood) (avec Tully Blanchard)                                                                               | Tag Team match pour les AEW World Tag Team Championship                                        | 18:35 |
| 4 | Bryan Danielson bat Miro | Match simple - Finale du tournoi Le gagnant deviendra aspirant no 1 au AEW World Championship. | 20:05 |
| 5 | Christian Cage et Jurassic Express (Jungle Boy et Luchasaurus) battent Superkliq (Adam Cole et The Young Bucks (Matt et Nick Jackson))                                                                                      | Falls Count Anywhere match                                                                     | 22:35 |
| 6 | Cody Rhodes et PAC (avec Arn Anderson) battent Malakai Black et Andrade El Idolo | Tag Team match                                                                                 | 16:50 |
| 7 | Dr Britt Baker D.M.D (c) (avec Jamie Hayter et Rebel) bat Tay Conti | Match simple pour le AEW Women's World Championship                                            | 15:24 |
| 8 | CM Punk bat Eddie Kingston | Match simple                                                                                   | 11:00 |
| 9 | The Inner Circle (Chris Jericho, Sammy Guevara, Jake Hager, Ortiz et Santana) bat Men of the Year (Ethan Page et Scorpio Sky) et American Top Team (Junior Dos Santos, Andrei Arlovski et Dan Lambert) (avec Paige VanZant) | 10-Man Minneapolis Street Fight Tag Team match                                                 | 19:50 |
| 10 | "Hangman" Adam Page bat Kenny Omega (c) (avec Don Callis) | Match simple pour le AEW World Championship                                                    | 25:35 |
| La lettre C placée entre parenthèses désigne la personne ou l’équipe championne en titre. P – indique que le match a eu lieu lors du pré-show | |                                                                                                |       |

## Liens Externes
- Site officiel de la AEW